# Ratusz w Jordanowie
Ratusz w Jordanowie – zabytkowa siedziba Urzędu Miasta znajdująca się w Jordanowie, w powiecie suskim, w województwie małopolskim. 

## Historia
Budynek został zaprojektowany przez Jana Sas-Zubrzyckiego w 1911 roku, który jest także twórcą m.in. projektu kościoła parafialnego pod wezwaniem Przenajświętszej Trójcy. Był to drugi projekt ratusza wykonany przez architekta na zamówienie burmistrza Józefa Stolarskiego, jako siedziba władz miejskich. Pierwszy projekt z 1893 roku (wg. innego źródła z 1896 roku) miał pełnić inną funkcję.
W budynku znajdowała się też straż pożarna, a w latach 1911–1945 pod drewnianymi zadaszeniami wokół budynku w dni targowe działały kramy handlowe.
Obecnie (2023) w budynku mieszczą się biura oraz urzędy miejskie.

## Opis architektoniczny
Ratusz znajdujący się pośrodku Rynku jest budowlą eklektyczną wybudowaną w stylu nadwiślańskim, nawiązującym do stylu gotyckiego i romańskiego. Jest budynkiem opartym na planie prostokąta, trójkondygnacyjnym, z piwnicą i użytkowym poddaszem, murowanym z cegły, na podmurówce z kamienia ciosanego.
Na osi budynku znajduje się ryzalit w kształcie kwadratowej wieży o zwężających się górą ścianach ze schodkowym szczytem. W kondygnacji piętra w ryzalicie umieszczony jest otwór okienny w typie biforium, górą z zablendowanym oculusem i szerokim, wyprofilowanym w cegle wspólnym łukiem. Kondygnacja poddasza w wieży wydzielona została gzymsem z arkadkowym, ceglanym fryzem, nad nim znajduje się przeszklony, okrągły otwór okienny. W szczycie widoczne są stylizowane otwory strzelnicze w półkoliście zamkniętych wnękach. W części górnej szczytu znajduje się półkolisty otwór z sygnaturką, nad nim chorągiewka z datą budowy ratusza.
Wejście do budynku w wieży obramione jest portalem z łukiem w kształcie oślego grzbietu. W nadpożu znajduje się kamienna plakieta z herbem Jordanowa. Ryzalit posiada charakterystyczne szkarpy. Naroża ryzalitu i reszty bryły budynku wykonane zostały z kamienia. W budynku znajdują się duże otwory okienne doświetlające wnętrza, w kondygnacji parteru górą zamknięte łukami odcinkowymi, w kondygnacji piętra półkoliście. Dach nad częścią korpusu czterospadowy, nad ryzalitem dwuspadowy, kryty dachówką. Przed frontem zwróconym w kierunku zachodnim znajdują się schody kamienne, ujęte po bokach ceglanymi słupkami, z pełną ceglaną balustradą.
Pierwotnie budynek otaczały drewniane podcienie (nie zachowały się do czasów współczesnych).